# 新興坑
新興坑，是臺灣新北市石碇區的一個地名，位於該區西北部。相較於今日行政區，其範圍大致包括隆盛里北半部、中民里西北端。

## 歷史
台灣清治時期，此地名為刣人坑。據說為原住民出草殺人之所，台語稱「殺」為「刣」，故稱。後因泉州人黃新興等八人開闢此地，故改稱新興坑。新興坑中有一聚落，因為黃新興等八人前來開闢，故稱「八分寮」（今石碇中學附近）。
清治末期，新興坑地區為一街庄，稱為「新興坑庄」，隸屬於文山堡。該庄北與南港大坑庄為鄰，東與排藔庄為鄰，南邊為雙溪庄、楓仔林庄，西邊為土庫庄。
1901年（日治明治三十四年）11月，該庄隸屬於深坑廳，編入第九區。1903年（明治三十六年）4月，第九區拆出玉桂嶺庄，其餘改稱「楓仔林區」，該庄屬之。1920年（大正九年），該庄改制為「新興坑」大字，隸屬於臺北州文山郡石碇庄。
戰後石碇庄改制為石碇鄉，隸屬於臺北縣，大字亦改制為村。2010年（民國99年）12月，臺北縣升格為新北市，石碇鄉改制為石碇區，村改制為里。

## 交通
國道5號又稱「北宜高速公路」，大致以南北向經過新興坑地區西部邊界地帶，境內主要為石碇隧道，未設交流道，但石碇交流道位於南邊境外不遠處。由此往東南可達坪林、宜蘭、羅東、蘇澳等地；往西北可至南港銜接國道3號。
市道106號是連絡林口、瑞芳的道路，經過本地區西南部。由該道路往東可前往平溪、瑞芳等地，往西可前往深坑、木柵、中和、板橋、新莊、林口等地。

## 學校
- 石碇高中

## 廟宇
- 八分寮福德宮（土地祠）